# ایپاتینگا
ایپاتینگا (به پرتغالی: Ipatinga) یک منطقهٔ مسکونی در برزیل است که در میناز ژرایس واقع شده‌است. ایپاتینگا ۱۶۵٫۵۰۹ کیلومتر مربع مساحت و ۲۵۷٬۳۱۵ نفر جمعیت دارد.

## خواهرخوانده
شهر سوژو خواهرخواندهٔ ایپاتینگا هست.